# مصعب عمر
مصعب عمر (انگلیسی: Mosaab Omer؛ زادهٔ ۴ ژوئن ۱۹۸۴) بازیکن فوتبال اهل سودان است.
از باشگاه‌هایی که در آن بازی کرده‌است می‌توان به باشگاه فوتبال المریخ، باشگاه فوتبال الاهلی ود مدنی، و باشگاه فوتبال الاهلی عربستان سعودی اشاره کرد.
وی همچنین در تیم ملی فوتبال سودان بازی کرده‌است.